# Flags of Our Fathers
Flags Of Our Fathers (Banderas de nuestros padres en español, publicado también como Iwo Jima. Seis hombres y una bandera) es un superventas del New York Times del año 2000 escrito por James Bradley. El libro trata sobre los cinco "marines" y un médico de la Armada de los Estados Unidos que se volvieran famosos por su aparición en la fotografía de Joe Rosenthal llamada «Alzando la bandera en Iwo Jima», la cual fue tomada durante la invasión a dicha isla. Entre dichos personajes se encontraban  John Bradley (padre del autor), Rene Gagnon, Ira Hayes, Mike Strank, Harlon Block y Franklin Sousley, de los cuales los tres últimos fallecieron durante el combate.
El libro, publicado en mayo del 2000 por Bantam Books, una división de Random House, se mantuvo durante 46 semanas en la lista de superventas del New York Times, manteniéndose durante seis como el más vendido. 
Poco después de su publicación, Steven Spielberg adquirió los derechos para su filmación, la cual se llevó a cabo en el 2006 bajo la dirección de Clint Eastwood bajo el mismo nombre del libro.